# Tipula (Sinotipula) babai
Tipula (Sinotipula) babai is een tweevleugelige uit de familie langpootmuggen (Tipulidae). De soort komt voor in het Palearctisch gebied.